# Jules Haag
Jules Haag (né le 19 août 1882 à Flirey – mort le 16 février 1953 à Besançon) est un mathématicien français, spécialisé dans les problèmes de chronométrie.

## Biographie
Jules Haag est reçu à l'École normale supérieure en 1903 et passe l'agrégation de mathématiques en 1906. Il soutient sa thèse de doctorat de mathématiques en 1910, consacrée aux Familles de Lamé, composées de surfaces égales : généralisations, applications, sous la direction de Gaston Darboux,.
Haag est d'abord professeur de mathématiques spéciales au lycée Albert-Châtelet de Douai de 1906 à 1908 puis maître de conférences d'astronomie à la faculté des sciences de Clermont-Ferrand et enfin professeur de mécanique rationnelle en 1910. 
Ses connaissances de la dynamique le font affecter au centre d'essais de l'artillerie de Gâvres pendant la Première Guerre mondiale.
En 1927, il est nommé directeur du nouvel Institut de chronométrie de Besançon (ENSMM depuis 1980). Ses recherches concernent les applications de la géométrie différentielle et des équations différentielles non-linéaires aux oscillations non-linéaires et au frottement des pendules et à la synchronisation des instruments d'astronomie. Au début des années 1930, il produit plusieurs publications sur les oscillations entretenues et les oscillations de relaxation.
Jules Haag est conférencier invité des Congrès international des mathématiciens de Toronto (1924) et de Zurich en 1932.

## Décoration
- Officier de la Légion d'honneur en qualité de « professeur à la faculté des sciences de Besançon » (1947)[7]
  - Chevalier en 1930 en qualité de « directeur de l'Institut de chronométrie à Besançon »[7]
- Officier de l'Instruction publique

## Hommage
- Lycée Jules-Haag (Besançon)